# Bretagne Classic de 2018
A Bretagne Classic de 2018 é a 82.º edição desta corrida de ciclismo masculina em estrada. Teve lugar em 26 de agosto de 2010 em Morbihan, na França, fez parte do calendário UCI World Tour de 2018 em categoria 1.uwT.

## Apresentação

### Organização
Organizado pelo comité das festas e a União ciclista do país de Plouay, a Bretagne Classic conhece em 2018 a sua 82.º edição, a terça baixo este nome.

### Percorrido
O percurso da carreira está modificado por motivo desta edição, com o fim de devolvê-lo mais selectivo segundo o organizador Jean-Yves Tranvaux, e de devolver menos provável uma chegada ao sprint. Se o desnível é menor (1 900 metros contra 3 100 m no ano precedente), «os corredores enfrentaram pequenas estradas estreitas e inclusive pela primeira vez, os caminhos de terra com pedras num quilómetro.»
Com um comprimento de 265,9 km, a carreira está disputada totalmente em Morbihan. Passa por Plouay, no oeste do departamento, depois toma a direcção do leste onde passa pela costa de Cadoudal, Vannes, o golfo de Morbihan, antes de voltar para Plouay. Após uma primeira passagem na linha de chegada, ao quilómetro 243, os corredores enfrentam um circuito de 14,7 km e passam pela costa de Ty Marrec a menos de 4 quilómetros da chegada.

### Equipas
Bretagne Classic que faz parte do calendário do UCI World Tour, as dezoito « World Teams » participam. Sete equipas continentais profissionais têm recebido um convite: as cinco equipas francesas que evoluem a este nível, a equipa italiana Wilier Triestina-Selle Italia e a equipa belga Wanty-Groupe Gobert.
| Equipes WorldTeam (18)- UAE Team Emirates - EF Education First-Drapac p/b Cannondale - Groupama-FDJ - Astana - Lotto NL-Jumbo - BMC Racing Team - Bahrain-Merida - Bora-Hansgrohe - Dimension Data - Lotto Soudal - Movistar Team - Quick-Step Floors - Mitchelton-Scott - Katusha-Alpecin - Sky - AG2R La Mondiale - Team Sunweb - Trek-Segafredo Equipes profissionais Continentais (7)- Direct Énergie - Vital Concept - Fortuneo-Samsic - Cofidis, Solutions Crédits - Wilier Triestina-Selle Italia - Wanty-Groupe Gobert - Delko-Marseille Provence-KTM |
| |

## Classificações

### Classificação da carreira
| \| Classificação geral \| Classificação geral \| Classificação geral \| Classificação geral \| Classificação geral \| \| Ciclista \| Ciclista \| Equipe \| Tempo \| \| \| ------------------- \| --------------------- \| ------------------- \| ------------------- \| ------------------- \| \| 1. \| Oliver Naesen \| AG2R La Mondiale \| 6h16m34s \| \| \| 2. \| Michael Valgren \| Astana \| + 0s \| \| \| 3. \| Tim Wellens \| Lotto-Soudal \| + 3s \| \| \| 4. \| Michael Matthews \| Team Sunweb \| + 1m13s \| \| \| 5. \| Ruben Guerreiro \| Trek-Segafredo \| + 1m13s \| \| \| 6. \| Zdeněk Štybar \| Quick-Step Floors \| + 1m13s \| \| \| 7. \| Olivier Le Gac \| Groupama-FDJ \| + 1m15s \| \| \| 8. \| Valentin Madouas \| Groupama-FDJ \| + 1m17s \| \| \| 9. \| Benoît Cosnefroy \| AG2R La Mondiale \| + 1m18s \| \| \| 10. \| Fabio Jakobsen \| Quick-Step Floors \| + 1m24s \| \| \| 11. \| Alexander Kristoff \| UAE Team Emirates \| + 1m24s \| \| \| 12. \| Amund Grøndahl Jansen \| LottoNL-Jumbo \| + 1m24s \| \| \| 13. \| John Degenkolb \| Trek-Segafredo \| + 1m24s \| \| \| 14. \| Hugo Houle \| Astana \| + 1m24s \| \| \| 15. \| Dion Smith \| Wanty-Groupe Gobert \| + 1m24s \| \| |                       |                     |          |
| |                       |                     |          |
| Fonte: ProCyclingStats |                       |                     |          |
| Classificação geral |                       |                     |          |
| Ciclista | Ciclista              | Equipe              | Tempo    |
| 1. | Oliver Naesen         | AG2R La Mondiale    | 6h16m34s |
| 2. | Michael Valgren       | Astana              | + 0s     |
| 3. | Tim Wellens           | Lotto-Soudal        | + 3s     |
| 4. | Michael Matthews      | Team Sunweb         | + 1m13s  |
| 5. | Ruben Guerreiro       | Trek-Segafredo      | + 1m13s  |
| 6. | Zdeněk Štybar         | Quick-Step Floors   | + 1m13s  |
| 7. | Olivier Le Gac        | Groupama-FDJ        | + 1m15s  |
| 8. | Valentin Madouas      | Groupama-FDJ        | + 1m17s  |
| 9. | Benoît Cosnefroy      | AG2R La Mondiale    | + 1m18s  |
| 10. | Fabio Jakobsen        | Quick-Step Floors   | + 1m24s  |
| 11. | Alexander Kristoff    | UAE Team Emirates   | + 1m24s  |
| 12. | Amund Grøndahl Jansen | LottoNL-Jumbo       | + 1m24s  |
| 13. | John Degenkolb        | Trek-Segafredo      | + 1m24s  |
| 14. | Hugo Houle            | Astana              | + 1m24s  |
| 15. | Dion Smith            | Wanty-Groupe Gobert | + 1m24s  |

### Classificações UCI
Bretagne Classic distribui àos sessenta primeiros corredores os pontos seguintes para a classificação individual da UCI World Tour (unicamente para os corredores membros de equipas WorldTour) e o Classificação mundial UCI (para todos os corredores):
| Posição. | 1.º | 2.º | 3.º | 4.º | 5.º | 6.º | 7.º | 8.º | 9.º | 10.º | 11.º | 12.º | 13.º | 14.º | 15.º | 16.º a 20.º | 21.º a 30.º | 31.º a 50.º | 51.º a 55.º | 56.º a 60.º |
| Pontos   | 400 | 320 | 260 | 220 | 180 | 140 | 120 | 100 | 80  | 68   | 56   | 48   | 40   | 32   | 28   | 24          | 16          | 8           | 4           | 2           |

#### Classificações UCI World Tour à saída da carreira
| Faixa | Corredor           | Equipa            | Pontos  |
| ----- | ------------------ | ----------------- | ------- |
| 1.º   | Peter Sagan        | Bora-Hansgrohe    | 2752    |
| 2.º   | Geraint Thomas     | Team Sky          | 2534.25 |
| 3.º   | Julian Alaphilippe | Quick-Step Floors | 2161.12 |
| 4.º   | Elia Viviani       | Quick-Step Floors | 2047    |
| 5.º   | Christopher Froome | Team Sky          | 1978.68 |
| 6.º   | Tom Dumoulin       | Sunweb            | 1975.62 |
| 7.º   | Primož Roglič      | Lotto NL-Jumbo    | 1921    |
| 8.º   | Simon Yates        | Mitchelton-Scott  | 1842    |
| 9.º   | Alejandro Valverde | Movistar          | 1807    |
| 10.º  | Greg Van Avermaet  | BMC Racing        | 1717.14 |

| Faixa | Equipe            | Pontos   |
| ----- | ----------------- | -------- |
| 1.º   | Quick-Step Floors | 11489.97 |
| 2.º   | Team Sky          | 9350     |
| 3.º   | Bora-Hansgrohe    | 7591     |
| 4.º   | Mitchelton-Scott  | 7029.03  |
| 5.º   | BMC Racing        | 6984.97  |
| 6.º   | Movistar          | 6078     |
| 7.º   | Astana Pro Team   | 6032     |
| 8.º   | Sunweb            | 5933.95  |
| 9.º   | Bahrain-Merida    | 5872     |
| 10.º  | Lotto NL-Jumbo    | 5681     |

## Lista dos participantes
- Lista de saída completa

| Legenda | Legenda                                                                          | Legenda | Legenda                                              |
| ------- | -------------------------------------------------------------------------------- | ------- | ---------------------------------------------------- |
| Num     | Jersey de saída levada pelo corredor Bretagne Classic                            | Pos     | Posição à chegada da corrida                         |
|         | Indica uma camisola de campeão nacional ou mundial, conforme a sua especialidade | NP      | Indica um corredor que não tomou a saída da corrida  |
| AB      | Indica um corredor que não terminou a corrida                                    | HD      | Indica um corredor terminou a etapa fora de controle |

| UAE Emirates UAD        | UAE Emirates UAD         | UAE Emirates UAD |
| ----------------------- | ------------------------ | ---------------- |
| Num                     | Corredor                 | Pos              |
| 1                       | Alexander Kristoff (NOR) | 11.º             |
| 2                       | Rui Costa (POR)          | 30.º             |
| 3                       | Jan Polanc (SLO)         | AB               |
| 4                       | Filippo Ganna (ITA)      | AB               |
| 5                       | Matteo Bono (ITA)        | AB               |
| 6                       | Ben Swift (GBR)          | AB               |
| 7                       | Diego Ulissi (ITA)       | 38.º             |
| Diretores desportivos : |                          |                  |

| EF education First-Drapac EFD | EF education First-Drapac EFD | EF education First-Drapac EFD |
| ----------------------------- | ----------------------------- | ----------------------------- |
| Num                           | Corredor                      | Pos                           |
| 11                            | Matti Breschel (DEN)          | AB                            |
| 12                            | William Clarke (AUS)          | AB                            |
| 13                            | Sacha Modolo (ITA)            | AB                            |
| 14                            | Logan Owen (USA)              | AB                            |
| 15                            | Thomas Scully (NZL)           | AB                            |
| 16                            | Sep Vanmarcke (BEL)           | 39.º                          |
| 17                            | Julius van den Berg (NED)     | AB                            |
| Diretores desportivos :       |                               |                               |

| Groupama-FDJ GFC        | Groupama-FDJ GFC       | Groupama-FDJ GFC |
| ----------------------- | ---------------------- | ---------------- |
| Num                     | Corredor               | Pos              |
| 21                      | David Gaudu (FRA)      | 50.º             |
| 22                      | William Gorra (FRA)    | AB               |
| 23                      | Olivier O Gac (FRA)    | 7.º              |
| 24                      | Valentin Madouas (FRA) | 8.º              |
| 25                      | Anthony Roux (FRA)     | 19.º             |
| 26                      | Romain Seigle (FRA)    | AB               |
| 27                      | Arthur Vichot (FRA)    | 51.º             |
| Diretores desportivos : |                        |                  |

| Astana Pro Team AST     | Astana Pro Team AST        | Astana Pro Team AST |
| ----------------------- | -------------------------- | ------------------- |
| Num                     | Corredor                   | Pos                 |
| 31                      | Sergey Chernetskiy (RUS)   | 49.º                |
| 32                      | Andriy Grivko (UKR)        | 43.º                |
| 33                      | Hugo Houle (CAN)           | 14.º                |
| 34                      | Tanel Kangert (É)          | 41.º                |
| 35                      | Bakhtiyar Kozhatayev (KAZ) | 61.º                |
| 36                      | Magnus Cort Nielsen (DEN)  | AB                  |
| 37                      | Michael Valgren (DEN)      | 2.º                 |
| Diretores desportivos : |                            |                     |

| Lotto NL-Jumbo TLJ      | Lotto NL-Jumbo TLJ          | Lotto NL-Jumbo TLJ |
| ----------------------- | --------------------------- | ------------------ |
| Num                     | Corredor                    | Pos                |
| 41                      | Enrico Battaglin (ITA)      | 26.º               |
| 42                      | Koen Bouwman (NED)          | AB                 |
| 43                      | Pascal Eenkhoorn (NED)      | 75.º               |
| 44                      | Bram Tankink (NED)          | AB                 |
| 45                      | Amund Grøndahl Jansen (NOR) | 12.º               |
| 46                      | Antwan Tolhoek (NED)        | 35.º               |
| 47                      | Jos van Emden (NED)         | AB                 |
| Diretores desportivos : |                             |                    |

| BMC Racing BMC          | BMC Racing BMC             | BMC Racing BMC |
| ----------------------- | -------------------------- | -------------- |
| Num                     | Corredor                   | Pos            |
| 51                      | Alberto Bettiol (ITA)      | AB             |
| 52                      | Jempy Drucker (LUX)        | AB             |
| 53                      | Simon Gerrans (AUS)        | 47.º           |
| 54                      | Miles Scotson (AUS)        | AB             |
| 55                      | Michael Schär (SUI)        | 37.º           |
| 56                      | Nathan Van Hooydonck (BEL) | AB             |
| 57                      | Danilo Wyss (SUI)          | 52.º           |
| Diretores desportivos : |                            |                |

| Bahrain-Merida TBM      | Bahrain-Merida TBM      | Bahrain-Merida TBM |
| ----------------------- | ----------------------- | ------------------ |
| Num                     | Corredor                | Pos                |
| 61                      | Valerio Agnoli (ITA)    | AB                 |
| 62                      | Manuele Boaro (ITA)     | AB                 |
| 63                      | Grega Bole (SLO)        | 65.º               |
| 64                      | Sonny Colbrelli (ITA)   | 20.º               |
| 65                      | Enrico Gasparotto (ITA) | 46.º               |
| 66                      | Kristjan Koren (SLO)    | AB                 |
| 67                      |                         |                    |
| Diretores desportivos : |                         |                    |

| Bora-Hansgrohe BOH      | Bora-Hansgrohe BOH        | Bora-Hansgrohe BOH |
| ----------------------- | ------------------------- | ------------------ |
| Num                     | Corredor                  | Pos                |
| 71                      | Erik Baška (SVK)          | AB                 |
| 72                      | Cessar Benedetti (ITA)    | AB                 |
| 73                      | Sam Bennett (IRL)         | AB                 |
| 74                      | Félix Großschartner (AUT) | AB                 |
| 75                      | Daniel Oss (ITA)          | 44.º               |
| 76                      | Paweł Poljańesqui (POL)   | 60.º               |
| 77                      | Aleksejs Saramotins (LAT) | AB                 |
| Diretores desportivos : |                           |                    |

| Dimension Data DDD      | Dimension Data DDD         | Dimension Data DDD |
| ----------------------- | -------------------------- | ------------------ |
| Num                     | Corredor                   | Pos                |
| 81                      | Edvald Boasson Hagen (NOR) | 36.º               |
| 82                      | Mekseb Debesay (ERI)       | AB                 |
| 83                      | Nicholas Dlamini (RSA)     | AB                 |
| 84                      | Lachlan Morton (AUS)       | AB                 |
| 85                      | Ben O'Connor (AUS)         | AB                 |
| 86                      | Scott Thwaites (GBR)       | AB                 |
| 87                      | Jacobus Venter (RSA)       | AB                 |
| Diretores desportivos : |                            |                    |

| Lotto-Soudal LTS        | Lotto-Soudal LTS       | Lotto-Soudal LTS |
| ----------------------- | ---------------------- | ---------------- |
| Num                     | Corredor               | Pos              |
| 91                      | Lars Bak (DEN)         | 64.º             |
| 92                      | Jens Debusschere (BEL) | AB               |
| 93                      | Jasper De Buyst (BEL)  | 54.º             |
| 94                      | Rémy Mertz (BEL)       | AB               |
| 95                      | Moreno Hofland (NED)   | AB               |
| 96                      | Tim Wellens (BEL)      | 3.º              |
| 97                      | Frederik Frison (BEL)  | AB               |
| Diretores desportivos : |                        |                  |

| Movistar MOV            | Movistar MOV             | Movistar MOV |
| ----------------------- | ------------------------ | ------------ |
| Num                     | Corredor                 | Pos          |
| 101                     | Carlos Barbero (ESP)     | AB           |
| 102                     | Eduardo Sepulveda (ARG)  | AB           |
| 103                     | Héctor Carretero (ESP)   | AB           |
| 104                     | Víctor de la Parte (ESP) | AB           |
| 105                     | Rafael Valls (ESP)       | 62.º         |
| 106                     | José Joaquín Rojas (ESP) | 21.º         |
| 107                     | Marc Soler (ESP)         | AB           |
| Diretores desportivos : |                          |              |

| Quick-Step Floors       | Quick-Step Floors         | Quick-Step Floors |
| ----------------------- | ------------------------- | ----------------- |
| Num                     | Corredor                  | Pos               |
| 111                     | Eros Capecchi (ITA)       | AB                |
| 112                     | Tim Declercq (BEL)        | 55.º              |
| 113                     | Fernando Gaviria (COL)    | AB                |
| 114                     | Davide Martinelli (ITA)   | AB                |
| 115                     | Maximiliano Richeze (ARG) | 25.º              |
| 116                     | Fabio Jakobsen (NED)      | 10.º              |
| 117                     | Zdeněk Štybar (CZE)       | 6.º               |
| Diretores desportivos : |                           |                   |

| Mitchelton-Scott MTS    | Mitchelton-Scott MTS  | Mitchelton-Scott MTS |
| ----------------------- | --------------------- | -------------------- |
| Num                     | Corredor              | Pos                  |
| 121                     | Daryl Impey (RSA)     | 32.º                 |
| 122                     | Carlos Verona (ESP)   | 45.º                 |
| 123                     | Jack Bauer (NZL)      | AB                   |
| 124                     | Robert Power (AUS)    | AB                   |
| 125                     | Roman Kreuziger (CZE) | AB                   |
| 126                     | Michael Hepburn (AUS) | AB                   |
| 127                     | Sam Bewley (NZL)      | AB                   |
| Diretores desportivos : |                       |                      |

| Direct Énergy DEN       | Direct Énergy DEN      | Direct Énergy DEN |
| ----------------------- | ---------------------- | ----------------- |
| Num                     | Corredor               | Pos               |
| 131                     | Thomas Boudat (FRA)    | 71.º              |
| 132                     | Lilian Calmejane (FRA) | 24.º              |
| 133                     | Fabien Grellier (FRA)  | AB                |
| 134                     | Romain Sicard (FRA)    | 63.º              |
| 135                     | Angélo Tulik (FRA)     | 48.º              |
| 136                     | Jonathan Hivert (FRA)  | AB                |
| 137                     | Paul Ourselin (FRA)    | AB                |
| Diretores desportivos : |                        |                   |

| Katusha-Alpecin TKA     | Katusha-Alpecin TKA      | Katusha-Alpecin TKA |
| ----------------------- | ------------------------ | ------------------- |
| Num                     | Corredor                 | Pos                 |
| 141                     | Maxim Belkov (RUS)       | AB                  |
| 142                     | Matteo Fabbro (ITA)      | AB                  |
| 143                     | Marco Mathis (GER)       | AB                  |
| 144                     |                          |                     |
| 145                     | Alex Dowsett (GBR)       | 43.º                |
| 146                     | Mads Würtz Schmidt (DEN) | 23.º                |
| 147                     | Willie Smit (RSA)        | AB                  |
| Diretores desportivos : |                          |                     |

| Vital Concept VCC       | Vital Concept VCC       | Vital Concept VCC |
| ----------------------- | ----------------------- | ----------------- |
| Num                     | Corredor                | Pos               |
| 151                     | Arnaud Courteille (FRA) | 73.º              |
| 152                     | Lorrenzo Manzin (FRA)   | 40.º              |
| 153                     | Johan Le Bon (FRA)      | 70.º              |
| 154                     | Julien Morice (FRA)     | AB                |
| 155                     | Patrick Müller (SUI)    | 67.º              |
| 156                     | Quentin Pacher (FRA)    | 31.º              |
| 157                     | Kévin Reza (FRA)        | AB                |
| Diretores desportivos : |                         |                   |

| Team Sky SKY            | Team Sky SKY               | Team Sky SKY |
| ----------------------- | -------------------------- | ------------ |
| Num                     | Corredor                   | Pos          |
| 161                     | Leonardo Basso (ITA)       | 29.º         |
| 162                     | David López García (ESP)   | AB           |
| 163                     | Owain Doull (GBR)          | NP           |
| 164                     | Kenny Elissonde (FRA)      | AB           |
| 165                     | Kristoffer Halvorsen (NOR) | AB           |
| 166                     | Christopher Lawless (GBR)  | NP           |
| 167                     | Łukasz Wiśniowski (POL)    | AB           |
| Diretores desportivos : |                            |              |

| AG2R La Mondiale ALM    | AG2R La Mondiale ALM    | AG2R La Mondiale ALM |
| ----------------------- | ----------------------- | -------------------- |
| Num                     | Corredor                | Pos                  |
| 171                     | Oliver Naesen (BEL)     | 1.º                  |
| 172                     | Cyril Gautier (FRA)     | 74.º                 |
| 173                     | Benoît Cosnefroy (FRA)  | 9.º                  |
| 174                     | Silvan Dillier (SUI)    | 56.º                 |
| 175                     | Quentin Jauregui (FRA)  | AB                   |
| 176                     | Samuel Dumoulin (FRA)   | AB                   |
| 177                     | Clément Venturini (FRA) | 59.º                 |
| Diretores desportivos : |                         |                      |

| Fortuneo-Samsic TFO     | Fortuneo-Samsic TFO  | Fortuneo-Samsic TFO |
| ----------------------- | -------------------- | ------------------- |
| Num                     | Corredor             | Pos                 |
| 181                     | Arnaud Gérard (FRA)  | AB                  |
| 182                     | Maxime Bouet (FRA)   | 68.º                |
| 183                     | Élie Gesbert (FRA)   | AB                  |
| 184                     | Romain Hardy (FRA)   | 18.º                |
| 185                     | Kévin Ledanois (FRA) | AB                  |
| 186                     | Laurent Pichon (FRA) | AB                  |
| 187                     | Clément Russo (FRA)  | AB                  |
| Diretores desportivos : |                      |                     |

| Cofidis                 | Cofidis                  | Cofidis |
| ----------------------- | ------------------------ | ------- |
| Num                     | Corredor                 | Pos     |
| 191                     | Christophe Laporte (FRA) | 17.º    |
| 192                     | Nicolas Edet (FRA)       | AB      |
| 193                     | Jimmy Turgis (FRA)       | 57.º    |
| 194                     | Anthony Perez (FRA)      | AB      |
| 195                     | Julien Simon (FRA)       | 22.º    |
| 196                     | Anthony Turgis (FRA)     | AB      |
| 197                     | Dimitri Claeys (BEL)     | AB      |
| Diretores desportivos : |                          |         |

| Sunweb SUN              | Sunweb SUN                 | Sunweb SUN |
| ----------------------- | -------------------------- | ---------- |
| Num                     | Corredor                   | Pos        |
| 201                     | Søren Kragh Andersen (DEN) | AB         |
| 202                     | Nikias Arndt (GER)         | 69.º       |
| 203                     | Roy Curvers (NED)          | AB         |
| 204                     | Lennard Hofstede (NED)     | AB         |
| 205                     | Michael Matthews (AUS)     | 4.º        |
| 206                     | Sam Oomen (NED)            | 66.º       |
| 207                     | Louis Vervaeke (BEL)       | AB         |
| Diretores desportivos : |                            |            |

| Trek-Segafredo TFS      | Trek-Segafredo TFS    | Trek-Segafredo TFS |
| ----------------------- | --------------------- | ------------------ |
| Num                     | Corredor              | Pos                |
| 211                     | Julien Bernard (FRA)  | AB                 |
| 212                     | Koen de Kort (NED)    | 28.º               |
| 213                     | John Degenkolb (GER)  | 13.º               |
| 214                     | Michael Gogl (AUT)    | 58.º               |
| 215                     | Tsgabu Grmay (ETH)    | AB                 |
| 216                     | Ryan Mullen (IRL)     | AB                 |
| 217                     | Ruben Guerreiro (POR) | 5.º                |
| Diretores desportivos : |                       |                    |

| Wilier Triestina-Selle Italia WIL | Wilier Triestina-Selle Italia WIL | Wilier Triestina-Selle Italia WIL |
| --------------------------------- | --------------------------------- | --------------------------------- |
| Num                               | Corredor                          | Pos                               |
| 221                               | Giuseppe Fonzi (ITA)              | AB                                |
| 222                               | Luca Raggio (ITA)                 | AB                                |
| 223                               |                                   |                                   |
| 224                               | Filippo Pozzato (ITA)             | AB                                |
| 225                               | Alex Turrin (ITA)                 | AB                                |
| 226                               | Simone Velasco (ITA)              | 16.º                              |
| 227                               | Edoardo Zardini (ITA)             | 33.º                              |
| Diretores desportivos :           |                                   |                                   |

| Wanty-Groupe Gobert WGG | Wanty-Groupe Gobert WGG | Wanty-Groupe Gobert WGG |
| ----------------------- | ----------------------- | ----------------------- |
| Num                     | Corredor                | Pos                     |
| 231                     | Simone Antonini (ITA)   | AB                      |
| 232                     | Tom Devriendt (BEL)     | AB                      |
| 233                     | Fabien Doubey (FRA)     | AB                      |
| 234                     | Xandro Meurisse (BEL)   | 53.º                    |
| 235                     | Yoann Offredo (FRA)     | 27.º                    |
| 236                     | Jérôme Baugnies (BEL)   | AB                      |
| 237                     | Dion Smith (NZL)        | 15.º                    |
| Diretores desportivos : |                         |                         |

| Delko-Marseille Provence-KTM DMP | Delko-Marseille Provence-KTM DMP | Delko-Marseille Provence-KTM DMP |
| -------------------------------- | -------------------------------- | -------------------------------- |
| Num                              | Corredor                         | Pos                              |
| 241                              | Julien El Fares (FRA)            | AB                               |
| 242                              | Delio Fernández (ESP)            | 34.º                             |
| 243                              | Iuri Filosi (ITA)                | 72.º                             |
| 244                              | Mauro Finetto (ITA)              | AB                               |
| 245                              | Yannick Martinez (FRA)           | AB                               |
| 246                              | Jérémy Leveau (FRA)              | AB                               |
| 247                              | Evaldas Šiškevičius (LTU)        | AB                               |
| Diretores desportivos :          |                                  |                                  |